# Maghriboselache mohamezanei
Maghriboselache mohamezanei — викопний вид акул вимерлої родини кладоселяхієвих (Cladoselachidae), що існував у пізньому девоні. Описаний у 2023 році.

## Етимологія
Родова назва Maghriboselache походить від арабського слова al Maghrib — арабська назва Марокко, та грецького слова σέλαχος (selachos) — акула, тобто «акула з Марокко». Видова назва mohamezanei вшановує марокканського геолога-любителя Моха Мезана, який зібрав деякі рештки цієї акули.

## Скам'янілості
Викопні рештки акули знайдено у південно-східній частині гірського хребта Антиатлас на півночі Марокко. Вид відомий за кількома зразками, які зберегли більшість скелетних рис, які в деяких випадках збереглися в трьох вимірах. Голотип включає череп, зуби, плечовий пояс і більшість плавців.

## Опис
Акула з широкою мордою та великими розділеними носовими капсулами, що розташовувались з боків морди.